# Ȫ
Cette page contient des caractères spéciaux ou non latins. S’ils s’affichent mal (▯, ?, etc.), consultez la page d’aide Unicode.
Ȫ (minuscule : ȫ), appelé O tréma macron, est un graphème utilisé dans l’écriture du live ou du moyen bas allemand, ainsi que dans certaines romanisations du vieux turc.
Il s’agit de la lettre O diacritée d’un tréma et d’un macron.

## Utilisation
En live et en moyen bas allemand le O tréma macron ‹ ȫ › représente la longue voyelle /œː/. En live il a fusionné avec /ɛ:/ dans les générations ultérieures.

## Représentations informatiques
Le O tréma macron peut être représenté avec les caractères Unicode suivants :
- précomposé (latin étendu B) :

| formes    | représentations | chaînes de caractères | points de code | descriptions                              |
| --------- | --------------- | --------------------- | -------------- | ----------------------------------------- |
| capitale  | Ȫ               | Ȫ                     | U+022A         | lettre majuscule latine o tréma et macron |
| minuscule | ȫ               | ȫ                     | U+022B         | lettre minuscule latine o tréma et macron |

- décomposé (latin de base, diacritiques) :

| formes    | représentations | chaînes de caractères | points de code       | descriptions                                                   |
| --------- | --------------- | --------------------- | -------------------- | -------------------------------------------------------------- |
| capitale  | Ȫ               | O◌̈◌̄                   | U+004F U+0308 U+0304 | lettre majuscule latine o diacritique tréma diacritique macron |
| minuscule | ȫ               | o◌̈◌̄                   | U+006F U+0308 U+0304 | lettre minuscule latine o diacritique tréma diacritique macron |

## Sources
- (en) Anshuman Pandey, Final proposal to encode Old Uyghur in Unicode (no L2/20-191), 15 juillet 2020 (lire en ligne)